# Американський інститут аеронавтики і астронавтики
Американський інститут аеронавтики і астронавтики (АІАА) (англ. American Institute of Aeronautics and Astronautics) — утворився 1963 року після об'єднання Ракетного товариства США
(ARS) з Інститутом аерокосмічних наук (IAS).
Інститут представляє США в Міжнародній федерації астронавтики та Міжнародній раді з авіаційної науки, у 2004 році об'єднував 35 тисяч членів. АІАА активно займається пропагандою аерокосмічної галузі США (видає журнали, технічну літературу). Значна увага приділяється студентській молоді, котра обирає аерокосмічні спеціальності (виділяються гранти, стипендії).
Сьогодні кількість відзнак та нагород АІАА досягла 80 в дев'яти номінаціях. Найвищим вшануванням є Премія Годдарда.